# Victory Gardens (New Jersey)
Pour les articles homonymes, voir Victory Garden.
Victory Gardens est un borough situé dans le comté de Morris, dans l’État du New Jersey, aux États-Unis.